# 吴瑞林 (1915年)
吴瑞林（1915年7月—1995年4月21日），原名吴尚德，中国人民解放军中将，1955年获二级八一勋章、一级独立自由勋章，一级解放勋章。1988年获一级红星功勋荣誉章。

## 生平
毕业于解放军高等军事学院。1960年，接替赵启民，担任南海舰队司令员。1968年，由周仁杰接任。1955年，授中国人民解放军中将军衔。1995年4月21日在北京逝世。